# Providence (Alabama)
Providence – miasto w Stanach Zjednoczonych, w stanie Alabama, w hrabstwie Marengo. W roku 2023 miasto zamieszkiwały 162 osoby, a gęstość zaludnienia wynosiła 35,2 osoby/km².